# La Caserne en folie
Pour plus de détails, voir Fiche technique et Distribution.
La Caserne en folie est un film français réalisé par Maurice Cammage, sorti en 1935.

## Fiche technique
- Titre : La Caserne en folie
- Réalisation : Maurice Cammage
- Scénario et dialogues : René Pujol
- Photographie : Julien Ringel
- Décors : Robert Saurin
- Son : Jean Dubuis
- Musique : Casimir Oberfeld
- Production : Les Films Félix Méric
- Pays d'origine :  France
- Format :  Noir et blanc - 1,37:1 - 35 mm - son mono
- Genre : Comédie
- Durée : 90 minutes
- Date de sortie : 
  - France : 15 mars 1935

## Distribution
- Paulette Dubost : Louisette
- Raymond Cordy : Victor
- Colette Darfeuil : Ida
- Roger Tréville : Marcel
- Alice Tissot : Mme Durand
- Germaine Roger : Suzy